# Кубок Словенії з футболу 2000—2001
Кубок Словенії з футболу 2000–2001 — 10-й розіграш кубкового футбольного турніру в Словенії. Титул вперше здобула «Гориця».

## Календар
| Раунд       | Дата                     | Матчі | Клуби   |
| ----------- | ------------------------ | ----- | ------- |
| 1/16 фіналу | 15 липня - 6 серпня 2000 | 16    | 32 → 16 |
| 1/8 фіналу  | 5-7 вересня 2000         | 8     | 16 → 8  |
| 1/4 фіналу  | 18/25 жовтня 2000        | 8     | 8 → 4   |
| 1/2 фіналу  | 14 березня/4 квітня 2001 | 4     | 4 → 2   |
| Фінал       | 8/17 травня 2001         | 2     | 2 → 1   |

## 1/16 фіналу
| Команда 1                | Рахунок | Команда 2         |
| ------------------------ | ------- | ----------------- |
| 15 липня 2000            |         |                   |
| Вранско                  | 1:4     | Марибор           |
| 16 липня 2000            |         |                   |
| Лівар (Іванчна Гориця)   | 0:2     | Коротан (Превалє) |
| Автоплюс (Корте)         | 1:6     | Гориця            |
| Блед                     | 0:7     | Дравоград         |
| Олімпія (Любляна)        | 1:0 дч  | Публікум (Цельє)  |
| Погор'є                  | 0:1     | Мура              |
| Кема (Пуцонці)           | 1:5     | Домжале           |
| Горішке Опекарне (Ренче) | 0:5     | Примор'є          |
| Желєзнічар (Марибор)     | 1:4     | Рудар (Веленє)    |
| 6 серпня 2000            |         |                   |
| Алюміній                 | 10:0    | Бела Країна       |
| Толмин                   | 0:1     | Баковці           |
| Боч                      | 0:4     | Палома            |
| Триглав                  | 7:2     | Одранці           |
| Елан (Ново Место)        | 1:0     | Побреж'є          |
| Нафта                    | 5:0     | Белтинці          |
| Ядран (Хрпелє-Козина)    | 2:1     | Шенчур            |

## 1/8 фіналу
| Команда 1             | Рахунок | Команда 2         |
| --------------------- | ------- | ----------------- |
| 5 вересня 2000        |         |                   |
| Палома                | 0:9     | Олімпія (Любляна) |
| Гориця                | 3:0     | Домжале           |
| 6 вересня 2000        |         |                   |
| Алюміній              | 0:2     | Марибор           |
| Рудар (Веленє)        | 1:0     | Коротан (Превалє) |
| Мура                  | 0:2     | Дравоград         |
| Ядран (Хрпелє-Козина) | 3:0     | Нафта             |
| Триглав               | 1:3     | Примор'є          |
| 7 вересня 2000        |         |                   |
| Баковці               | 1:2     | Елан (Ново Место) |

## 1/4 фіналу
| Команда 1         | Заг. | Команда 2             | 1-й матч | 2-й матч |
| ----------------- | ---- | --------------------- | -------- | -------- |
| 18/25 жовтня 2000 |      |                       |          |          |
| Елан (Ново Место) | 2:1  | Ядран (Хрпелє-Козина) | 1:0      | 1:1      |
| Гориця            | 7:1  | Примор'є              | 6:1      | 1:0      |
| Марибор           | 2:3  | Олімпія (Любляна)     | 2:0      | 0:3      |
| Дравоград         | 2:4  | Рудар (Веленє)        | 1:2      | 1:2      |

## 1/2 фіналу
| Команда 1                | Заг. | Команда 2         | 1-й матч | 2-й матч |
| ------------------------ | ---- | ----------------- | -------- | -------- |
| 14 березня/4 квітня 2001 |      |                   |          |          |
| Гориця                   | 5:3  | Елан (Ново Место) | 3:1      | 2:2      |
| Рудар (Веленє)           | 1:6  | Олімпія (Любляна) | 0:2      | 1:4      |

## Фінал
| Команда 1         | Заг. | Команда 2 | 1-й матч | 2-й матч |
| ----------------- | ---- | --------- | -------- | -------- |
| 8/17 травня 2001  |      |           |          |          |
| Олімпія (Любляна) | 3:4  | Гориця    | 1:0      | 2:4      |

## Перший матч
| 8 травня 2001 |

| Олімпія (Любляна) | 1:0      | Гориця |
| ----------------- | -------- | ------ |
| Цимиротич 20'     | Протокол |        |

| Бежиград, Любляна Глядачів: 3 500 Арбітр: Роберт Крайнц |

## Повторний матч
| 17 травня 2001 |

| Гориця                                              | 4:2      | Олімпія (Любляна)     |
| --------------------------------------------------- | -------- | --------------------- |
| Іпавец 45' Жлогар 60' Пітаміц 67' Шакірі 84' (пен.) | Протокол | Ракович 82' Ошлай 89' |

| Нова Гориця Спортс Парк, Нова Гориця Глядачів: 1 200 Арбітр: Дарко Чеферін |